# Pridnestrovie Communistische Partij
De Pridnestrovie Communistische Partij, afgekort PKP, (Russisch: Приднестровская коммунистическая партия, Pridnestrowskaja kommunistitscheskaja partija) is een politieke partij in Transnistrië.
De Pridnestrovie Communistische Partij is de lokale opvolger van de Communistische Partij van de Sovjet-Unie. De partij was verboden in een deel van de jaren 90. De leider is Oleg Khorzhan. Die "jong en dynamisch" wordt genoemd door Olvia Press, in tegenstelling tot de "conservatieve" Communistische Partij van Pridnestrovie onder leiding van Vladimir Gavrilchenko.